# ロベルト・アクアフレスカ
ロベルト・アクアフレスカ（Robert Acquafresca, 1987年9月11日 - ）は、イタリア・トリノ出身の元サッカー選手。現役時代のポジションはフォワード。

## 略歴
父親はイタリア人、母親はポーランド人である。1993年にトリノFCのユースチームに入団し12年間過ごしたが、2005年夏にクラブが破産したため無所属となり、各クラブの争奪戦の結果インテル・ミラノに加入した。その後トレヴィーゾFCにレンタル移籍し、2006-07シーズンはセリエB（2部）で35試合11得点の成績を残した。
2007年夏、インテルに移籍したダビド・スアソの後釜としてカリアリ・カルチョに移籍すると、2007-08シーズン前半戦は控えだったが、後半戦にレギュラーに定着してシーズンのラスト12試合で9得点を挙げ、クラブをセリエA残留に導いた。2008年夏にはインテルに完全移籍したが、直後にカリアリにローンで復帰した。2008-09シーズンは自己最多の36試合出場、14ゴールを記録。シーズン終了後、ディエゴ・ミリートとティアゴ・モッタの加入の代替選手としてジェノアCFCへ移籍。その直後にアタランタBCへレンタルに出されるが十分な結果を残せず、2010年1月にジェノアに復帰した。インテル在籍時には公式戦の出場がなかったため、退団後に「インテルで試合に出たかった」と語った。2010年8月にジェノアからカリアリにレンタルで移籍した。
2011-12シーズンはボローニャFCへレンタル移籍。シーズン後にボローニャがオプションを行使し、保有権の50％を取得した。翌2012-13シーズンは、冬の移籍期間にスペインのレバンテUDへレンタル。シーズン後に再びボローニャへ戻った。
2017年1月31日、ボローニャとの契約を解除しセリエBのテルナーナ・カルチョへ加入。翌シーズンよりスイス・スーパーリーグのFCシオンとの契約が発表された。

## 代表歴
2004年から2008年まで各年代のイタリア代表に選出されている。2008年8月にはピエルルイジ・カジラギ率いるU-21イタリア代表として北京オリンピックに出場した。2008年にはポーランド代表から「UEFA欧州選手権2008のレギュラーを保証する」と強く代表入りを誘われたが、イタリアA代表でプレーしたいために断った。